# Vernix caseosa

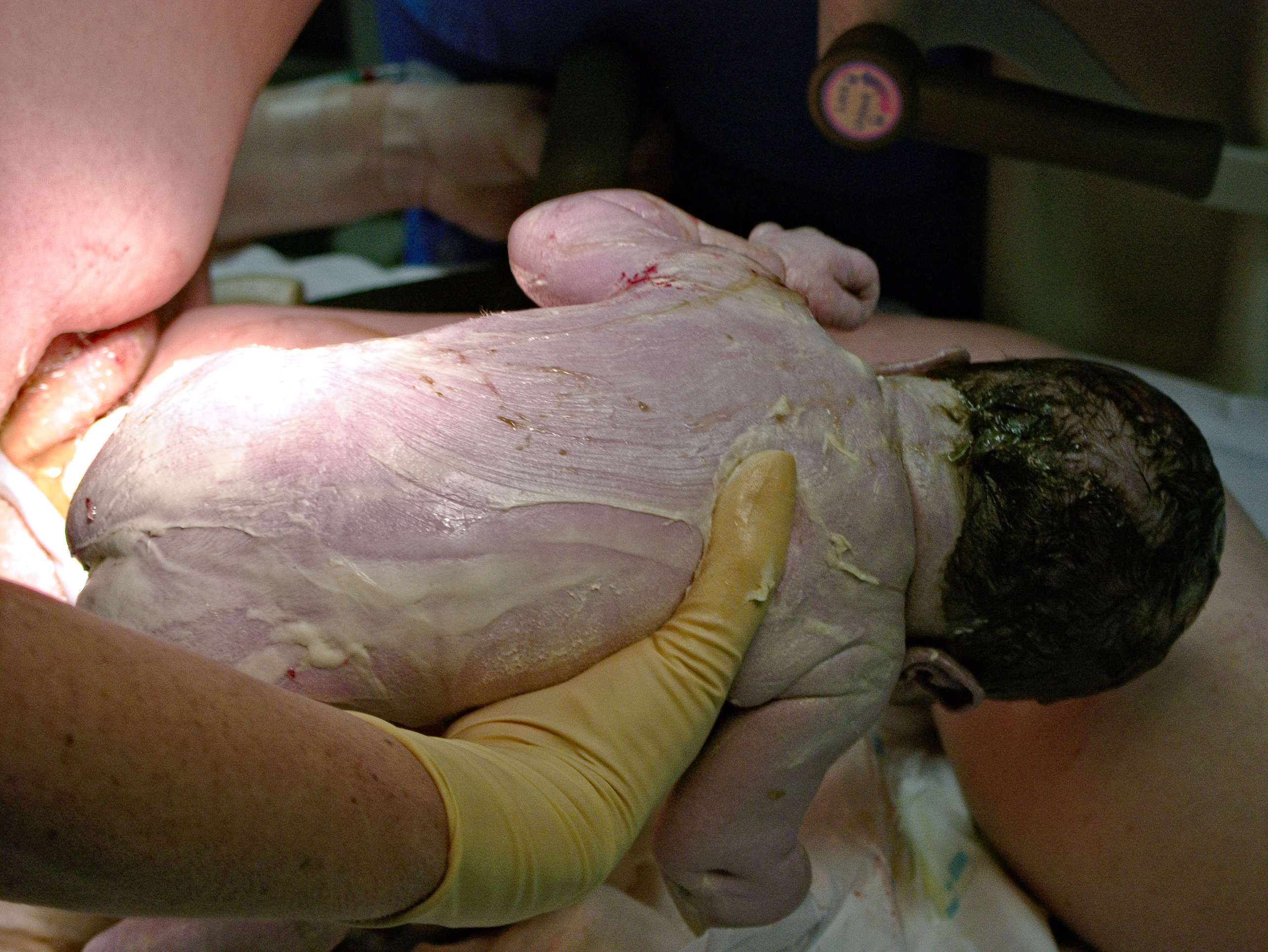
Vernix caseosa (ici chez un nouveau-né de quelques secondes).

Le vernix caseosa (expression latine signifiant littéralement « vernis de fromage ») est une substance cireuse d'origine sébacée, blanchâtre et grasse, recouvrant et protégeant la peau des nouveau-nés. In utero, il protège la peau du fœtus du milieu aqueux, le liquide amniotique, qui l'entoure.

## Caractéristiques

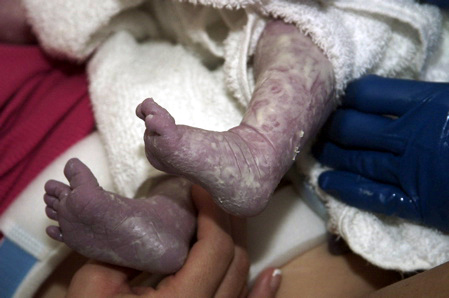
Vernix sur les pieds d’un nouveau-né.

Les glandes sébacées produisent un sébum qui, associé aux cellules épithéliales desquamées, sécrète cet enduit cireux qui favorise la mise en place du film hydrolipidique chez le fœtus.
Enduit exclusivement humain, le vernix caseosa serait à l'origine de l'odeur particulière des nouveau-nés. C'est une odeur très agréable qui déclenche les zones cérébrales de la mère associées à la récompense.
La peau des prématurés présente des quantités plus importantes de vernix que les nourrissons nés à terme. Après la naissance, il est inutile de l'essuyer, la peau du nourrisson l'absorbe naturellement. À la naissance, les glandes sébacées sont en effet devenues inactives. Elles recommencent à fonctionner à l'âge prépubertaire (8 à 10 ans), avec une amplification au moment de la puberté, notamment sous l'action des hormones stéroïdiennes.